# Anomoia expressa
Anomoia expressa es una especie de insecto del género Anomoia de la familia Tephritidae del orden Diptera.

## Historia
Dirlbek la describió científicamente por primera vez en el año 1992.